# کمپزفورد
کمپزفورد (به انگلیسی: Kempsford) یک روستا و محله مدنی در بریتانیا است که در Cotswold واقع شده‌است. کمپزفورد ۱٬۱۲۳ نفر جمعیت دارد.